# Merofleda
Merofleda o Mérofledis (fechas de nacimiento y muerte desconocidas) fue una reina franca del siglo VI.
Hija de un modesto artesano, se convirtió, al igual que su hermana Marcowefa en la concubina del rey franco de París Cariberto I, uno de los nietos de Clovis. Según Gregorio de Tours, la reina Ingoberga (esposa legítima de Cariberto), cansada de esta situación, provoca un escándalo. Cariberto la repudia y se casa con las dos hermanas, pero se separa de ellas tras haber sido excomulgado por la iglesia.